# 温泉天国
温泉天国（おんせんてんごく）とは、テクノコーシン（現：ラスター）が1999年に製造したパチスロ機
（テクノコーシン4-28号機）。

## ボーナス抽選確率（ノーマル解析値）
| 設定 | BIG   | REG   | 機械割        |
| ---- | ----- | ----- | ------------- |
| 1    | 1/309 | 1/655 | 90.8%~94.4%   |
| 2    | 1/298 | 1/607 | 93.0%~97.2%   |
| 3    | 1/287 | 1/565 | 94.9%~99.6%   |
| 4    | 1/278 | 1/529 | 96.8%~101.9%  |
| 5    | 1/256 | 1/468 | 101.4%~107.1% |
| 6    | 1/241 | 1/364 | 106.5%~112.9% |

## 概要
マグニチュードの兄弟機として全く同じリール配列を持つ。
パネルの女の子（ななちゃん）が目を引く機種だが、多彩なリーチ目とBIG中のリプレイハズシを必須とする上級者仕様であった。
導入後この筐体を使ったすべての機種のクレジットボタンに、役判定の2倍メダルが出てしまうバグが発覚し改修される（温泉天国X）。

## ゲーム性
導入後しばらくして裏モノが主流となる。有名なのは小役連チャン前兆物と状態物。ここでは前兆物について触れる。
基本的には通常の小役を削った連チャンへの上乗せタイプ。初当り確率はノーマルよりかなり低い。
オレンジ連チャン物、チェリー連チャン物等の亜種あり。
ボーナスの前兆として小役が連続出現する特徴があり、4連続で（リプレイ除く）確定、3連続でもそこそこ入った。その曖昧さ故に小役が連続する度にボーナスを期待できる優れたゲーム性を得る。特にチェリーは通常の当選確率が低いので、これの連続出現は期待度大。
前兆からボーナスを引いた後は連チャン突入のチャンスとなり、突入した場合は5-7連の連チャンモードに入る。突入率はそこそこ高めで、1-30ゲーム前後の速攻型。小役前兆の特徴ゆえ連チャン中はコインがほとんど減らず、さらにA-500タイプなので瞬発力は大。ただしリプレイハズシには2コマ目押しが必要であり、またBR混合の為バラツキは大きい。
亜種が多いのでハウス物の中にはボーナス中の小役ゲームの小役まで削っているものもあったという。
プレミアとして「1G7連チャン」があり、これが選択されたときはBIG終了後1G目に通常時チャンス予告の7セグが毎回点滅しボーナスが成立する。従ってボーナス終了直後のチャンス予告は激アツ。ただしこちらに至っても連チャンはBR混合（ノーマル同様2:1で出現）。その出方如何によっては最終出玉に天国と地獄ほども開きがある（約800枚-3500枚）ので、一瞬たりとも気が抜けなかった。